# Arena Pernambuco
Die Arena Pernambuco (offizieller Name: Estádio Governador Carlos Wilson Campos) ist ein Fußballstadion in São Lourenço da Mata, einer Vorortgemeinde der brasilianischen Stadt Recife, Hauptstadt des Bundesstaates Pernambuco, im Nordosten des Landes. Es wurde für die Fußball-Weltmeisterschaft 2014 erbaut und bietet Platz für 44.100 Zuschauer. Neben der WM 2014 war die Arena zuvor auch Spielort des FIFA-Konföderationen-Pokals 2013. Gelegentlich trägt der Fußballverein Náutico Capibaribe aus Recife seine Heimspiele, neben dem Estádio Eládio de Barros Carvalho, in der Arena aus. Es ist nach dem Politiker Carlos Wilson Rocha de Queirós Campos (1950–2009), er war u. a. von 1990 bis 1991 Gouverneur von Pernambuco, benannt. Von 2013 bis 2016 trug die Spielstätte den Sponsorennamen Itaipava Arena Pernambuco, nach dem Bier Itaipava der Brauereigruppe Grupo Petrópolis. Zuvor wurde die Gruppe Namensgeber der Itaipava Arena Fonte Nova in Salvador.

## Konföderationen-Pokal 2013
| Datum         | Runde    | Heim    | Gast    | Ergebnis  |
| ------------- | -------- | ------- | ------- | --------- |
| 16. Juni 2013 | Vorrunde | Spanien | Uruguay | 2:1 (2:0) |
| 19. Juni 2013 | Vorrunde | Italien | Japan   | 4:3 (1:2) |
| 23. Juni 2013 | Vorrunde | Uruguay | Tahiti  | 8:0 (4:0) |

## Spiele der Fußball-Weltmeisterschaft 2014
Während der Weltmeisterschaft fanden fünf Spiele im Stadion statt.
|                                                                               |   |              |                                 |
| Sa., 14. Juni 2014, 22:00 Uhr (So., 15. Juni 2014, 03:00 Uhr MESZ) – Gruppe C |   |              |                                 |
| Elfenbeinküste                                                                | – | Japan        | 2:1 (0:1)                       |
| Fr., 20. Juni 2014, 13:00 Uhr (18:00 Uhr MESZ) – Gruppe D                     |   |              |                                 |
| Italien                                                                       | – | Costa Rica   | 0:1 (0:1)                       |
| Mo., 23. Juni 2014, 17:00 Uhr (21:00 Uhr MESZ) – Gruppe A                     |   |              |                                 |
| Kroatien                                                                      | – | Mexiko       | 1:3 (0:0)                       |
| Do., 26. Juni 2014, 13:00 Uhr (18:00 Uhr MESZ) – Gruppe G                     |   |              |                                 |
| USA                                                                           | – | Deutschland  | 0:1 (0:0)                       |
| So., 29. Juni 2014, 17:00 Uhr (21:00 Uhr MESZ) – Achtelfinale 4               |   |              |                                 |
| Costa Rica                                                                    | – | Griechenland | 1:1 n. V. (1:1, 0:0), 5:3 i. E. |

## Galerie

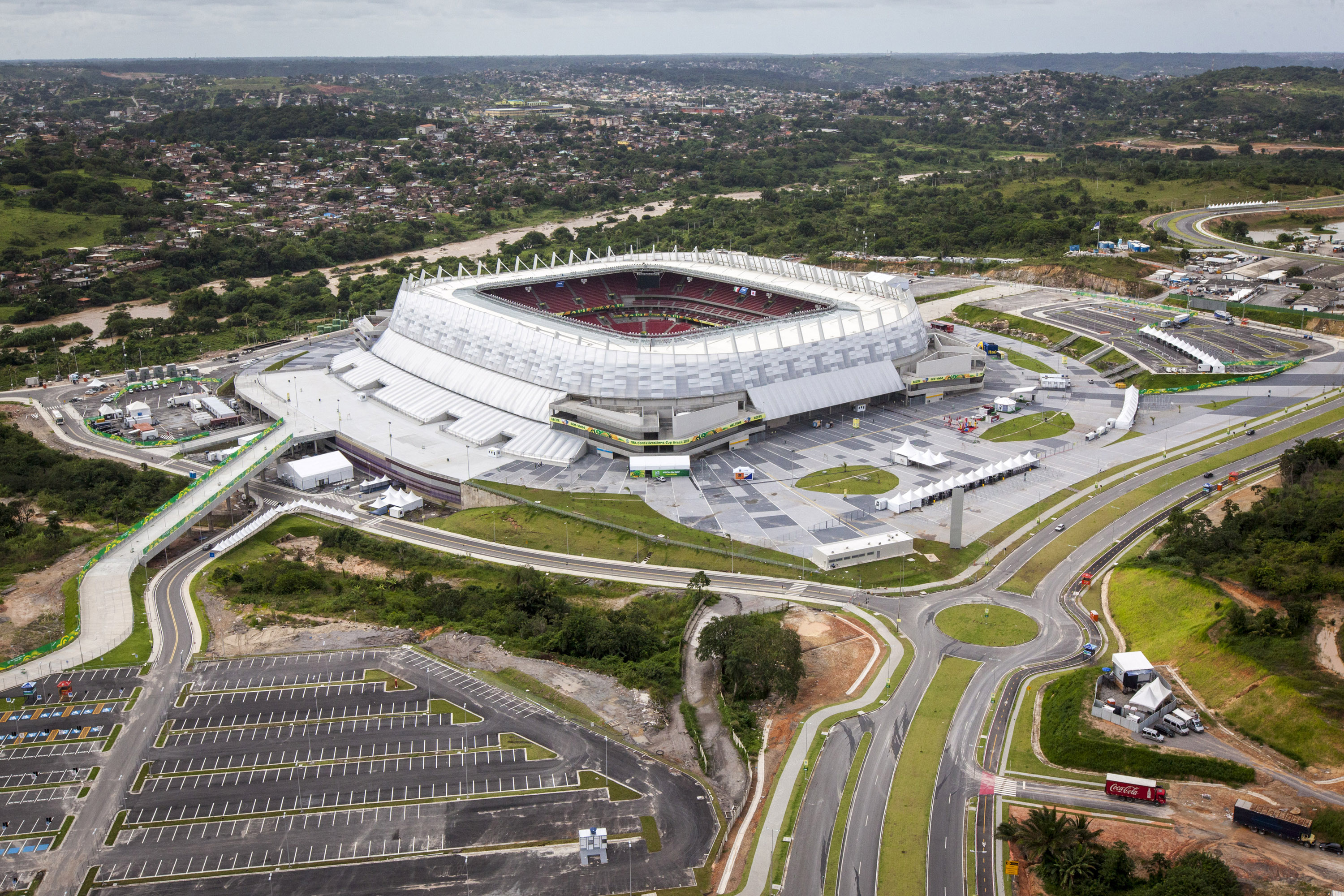
Die Anlage im Juni 2013
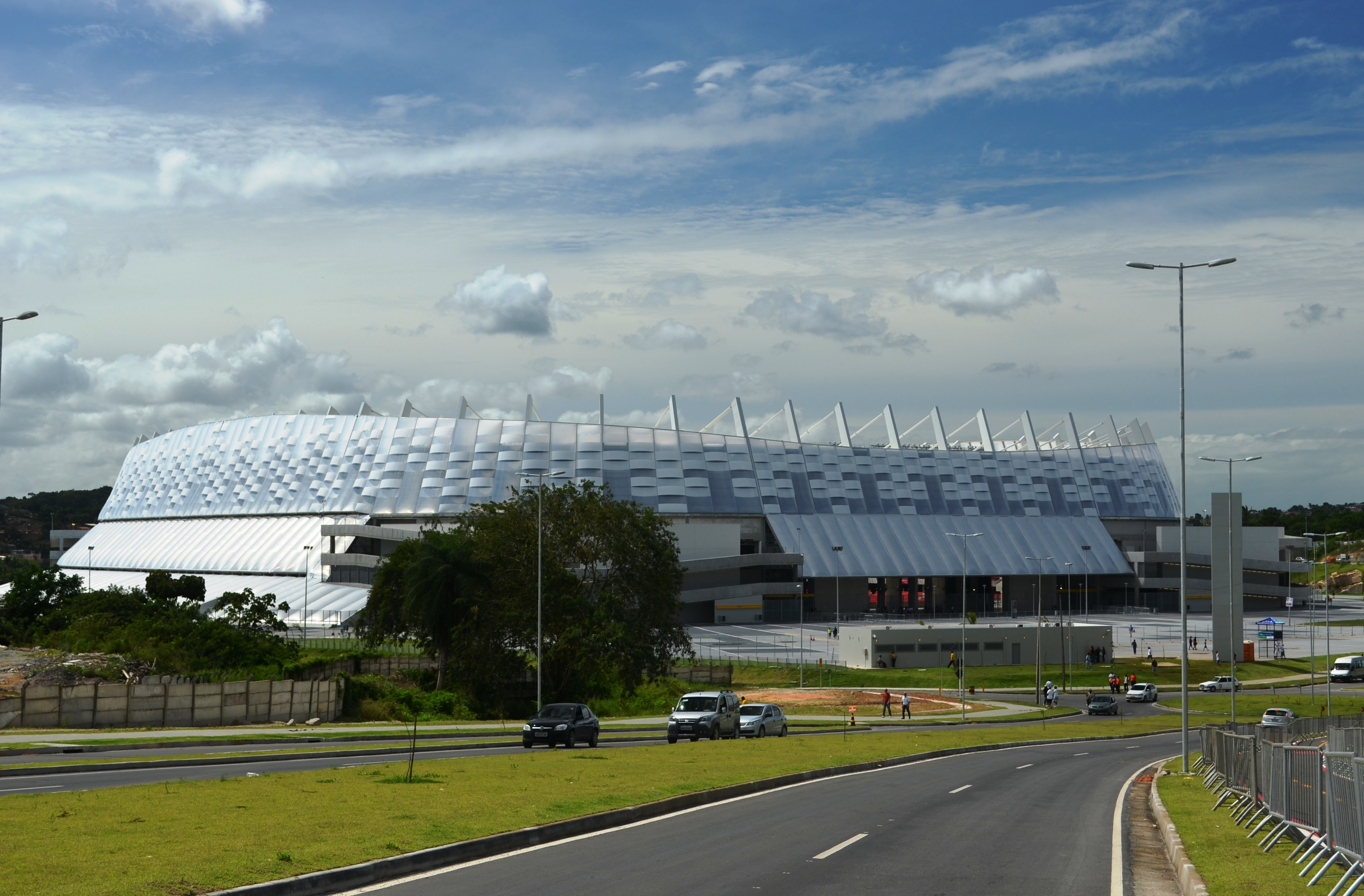
Die Arena im Juli 2013
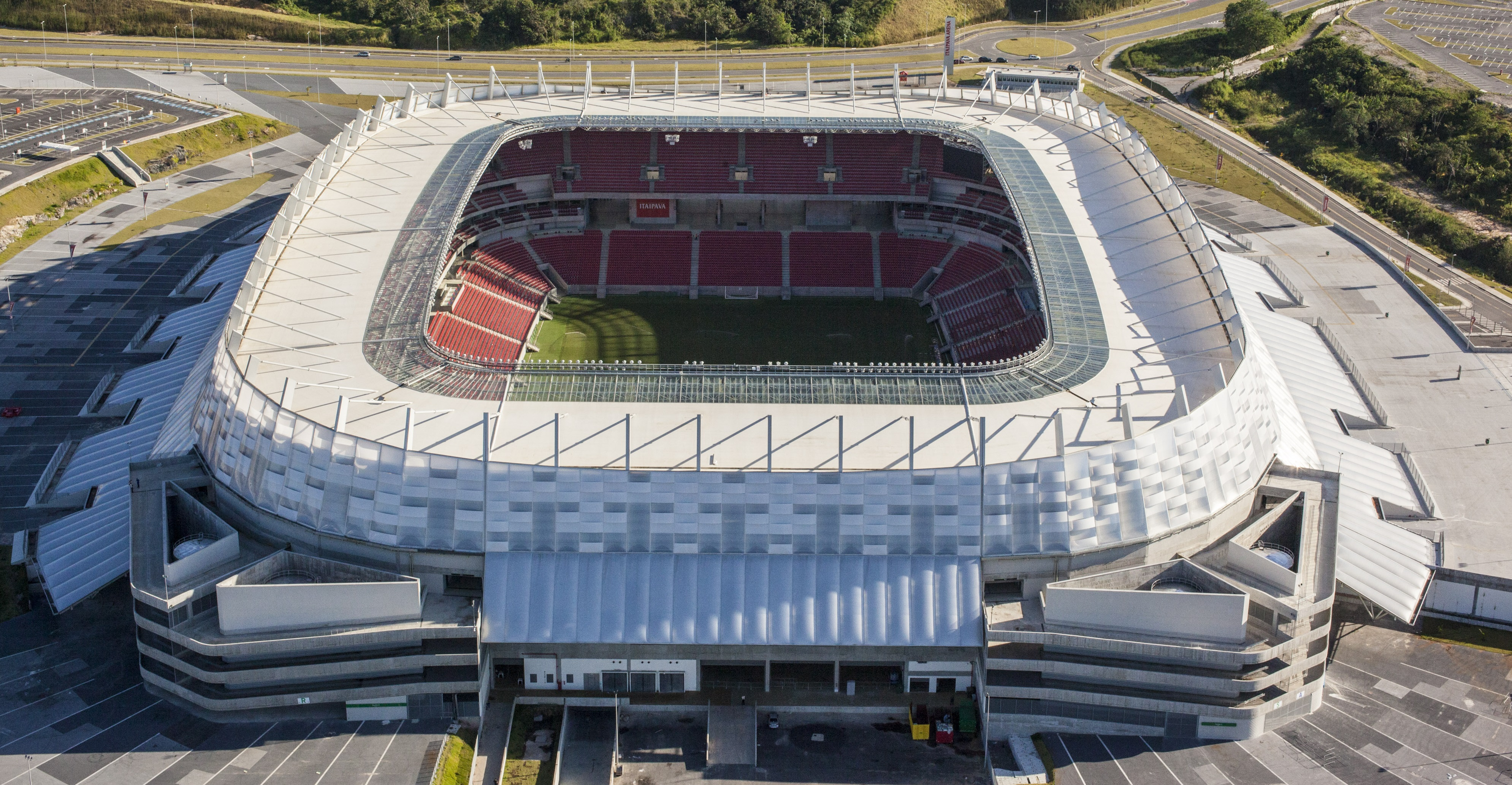
Draufsicht auf die Arena Pernambuco im November 2013
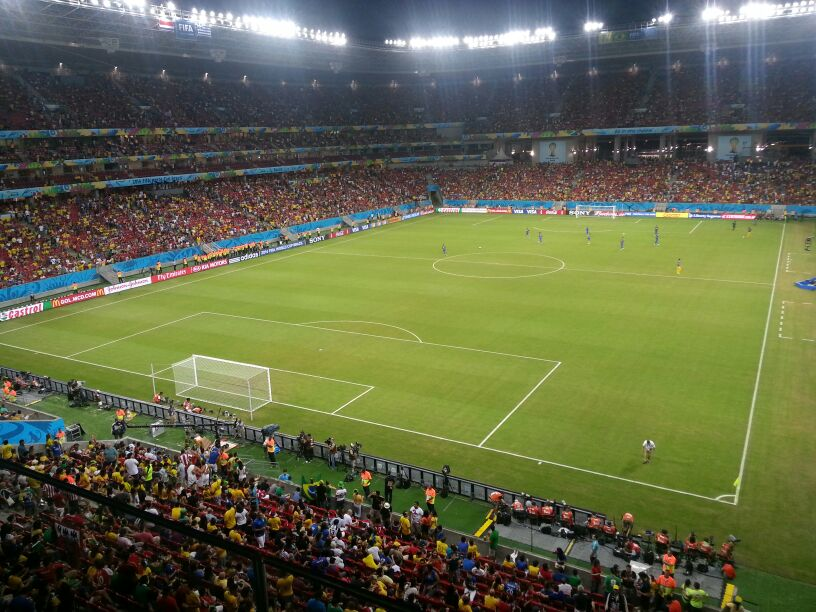
Innenansicht während der Achtelfinalpartie Costa Rica gegen Griechenland (5:3) am 29. Juni bei der Fußball-Weltmeisterschaft 2014
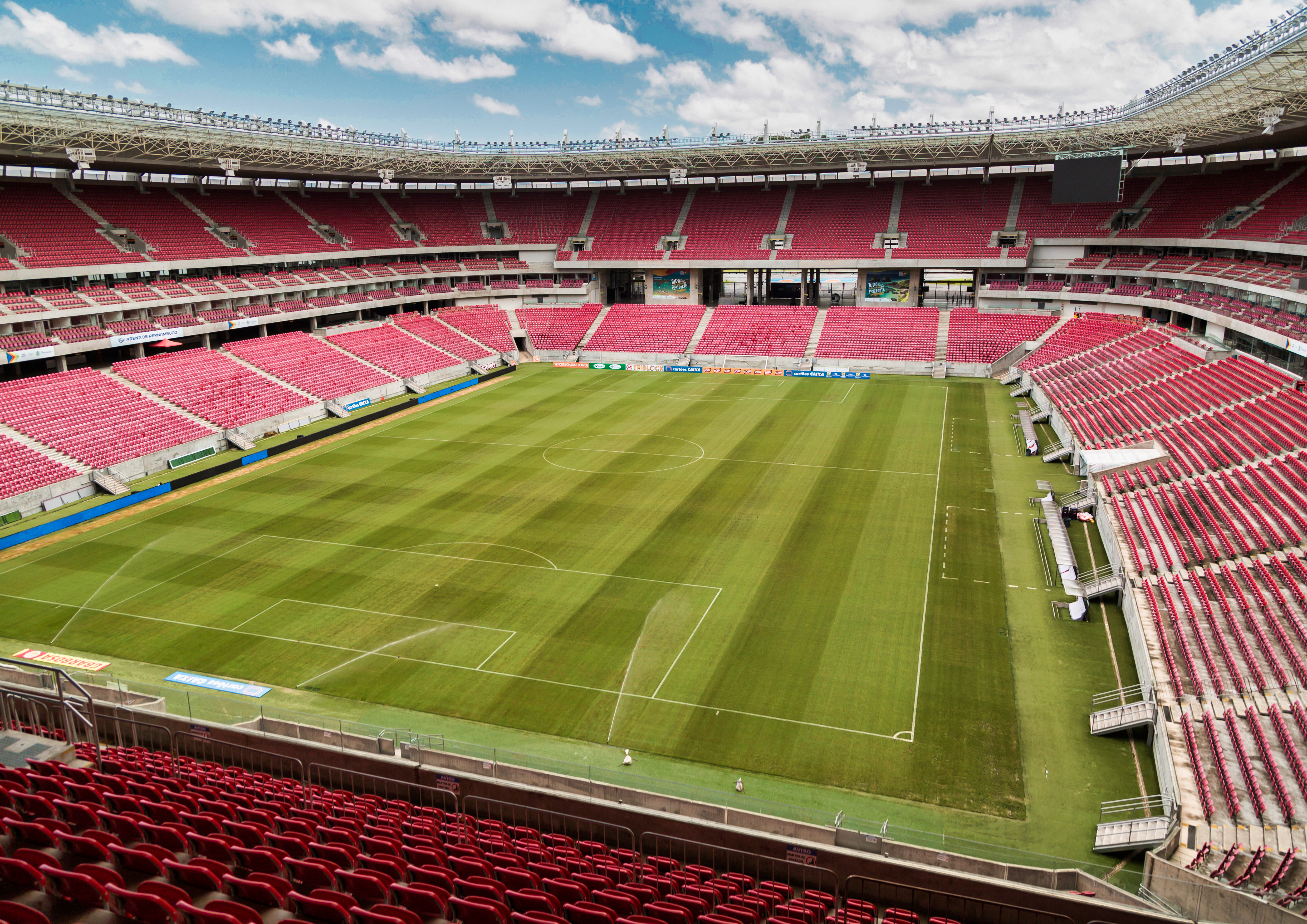
Der Innenraum der leeren Arena im Februar 2018